# Treindienstregeling 2018 in Nederland
De dienstregeling 2018 van de spoorvervoerders in Nederland geldt vanaf zondag 10 december 2017 tot en met zaterdag 8 december 2018.

## Nieuwe stations
- Station Boskoop Snijdelwijk gelegen aan de R-net spoorlijn Gouda - Alphen aan den Rijn.
- Station Waddinxveen Triangel, per 12 februari 2018, gelegen aan de R-net spoorlijn Gouda – Alphen aan den Rijn.
- Station Eemshaven, per 28 maart 2018, gelegen aan de stamlijn Eemshaven.
- Station Zwolle Stadshagen, later in 2018, gelegen aan de spoorlijn Zwolle – Kampen.

## 10-minutendienst Amsterdam – Eindhoven
Opzet Intercitytreinen
Tussen station Amsterdam Sloterdijk en station Eindhoven zal dagelijks, met uitzondering van de avonduren, elke 10 minuten een intercity rijden. Hierbij rijden vier treinen per uur rechtstreeks en twee treinen per uur waarbij overgestapt moet worden op station Utrecht Centraal.
Het gaat om drie halfuurdiensten:
1. (Schagen –) Alkmaar – Amsterdam – Eindhoven – Maastricht
2. Enkhuizen – Amsterdam – Eindhoven – Heerlen
3. Den Helder – Amsterdam – Nijmegen met overstap in Utrecht op de trein Schiphol – Eindhoven – Venlo

Gevolgen voor Sprinterdiensten
Als gevolg van deze frequentieverhoging bij intercitytreinen verandert ook de dienstregeling van veel Sprinterdiensten op dezelfde of aansluitende routes. Sommige kwartierdiensten worden omgezet in een ander patroon, met als extreemste de 4 à 26-minutendienst tussen Breukelen en Amsterdam Bijlmer. In diverse stations (bijvoorbeeld Wormerveer, Amsterdam Bijlmer, Geldermalsen en 's-Hertogenbosch) is wachttijd ingebouwd om treinen te laten passeren, om andere stations te ontlasten of om in een ander dienstregelingpatroon te passen. Vooral ten noorden van Amsterdam (bijvoorbeeld in Hoorn en Uitgeest) is de overstaptijd tussen een aantal treinen verlengd.

## Wijzigingen Noord-Holland
- De reguliere Intercity's Enkhuizen – Amsterdam Centraal, zullen na Amsterdam Centraal doorrijden als Intercity richting Utrecht, Eindhoven en Heerlen. In de avonduren rijdt deze Intercity naar Maastricht in plaats van Heerlen.
  - Deze Intercity's geven op station Hoorn geen snelle aansluiting meer op de Sprinters richting Alkmaar.
  - De spits-Intercity's Enkhuizen – Amsterdam Centraal geven daarentegen wel een korte aansluiting op de Sprinters richting Alkmaar.
- De Intercity (Schagen –) Alkmaar – Amsterdam – Utrecht – Eindhoven – Maastricht gaat ook op zondag tussen Alkmaar en Amsterdam Centraal rijden. 
  - 's Ochtends zal er een extra rit beginnen in Den Helder; tijdens de avondspits rijden drie treinen na Schagen door naar Den Helder.
  - Op werkdagen en zaterdag vervallen in de ochtend enkele ritten van Amsterdam naar Schagen (of Alkmaar op zaterdagochtend). Op werkdagen in de avond vervallen enkele ritten van Schagen naar Amsterdam.
- De spits Intercity's Enkhuizen – Amsterdam Centraal en Alkmaar – Haarlem krijgen zowel in de ochtend als avondspits enkele extra ritten. Dit geldt alleen in de spitsrichting.

## Wijzigingen regio Utrecht
- Tussen Utrecht Centraal en Houten Castellum rijden in de spits zes Sprinters per uur. Vier van deze Sprinters rijden door naar respectievelijk 's-Hertogenbosch en Tiel en stoppen in beide richtingen op alle stations. De Sprinters met eindbestemming Houten Castellum stoppen alleen in de spitsrichting op alle tussengelegen stations.
- De overstaptijden op de stations Geldermalsen en Tiel veranderen flink.
- In de avonduren blijven de Intercity's tussen Schiphol en Utrecht Centraal langer in een kwartierdienst rijden.
- De Intercity's Schiphol – Nijmegen gaan tijdens de avonduren langer door. Op zondagochtend zullen zij eerder beginnen.

## Wijzigingen Zuid-Nederland
- De Intercity's Schiphol – Eindhoven – Venlo / Heerlen rijden alleen nog naar Venlo en zullen niet meer in Eindhoven worden gesplitst. De Intercity afkomstig uit Enkhuizen rijdt door naar Heerlen.
- De Sprinters Arnhem Centraal – 's-Hertogenbosch gaan na 's-Hertogenbosch verder als Sprinter naar Dordrecht en niet meer richting Eindhoven en Deurne. De spits-Sprinters Oss – 's-Hertogenbosch rijden na 's-Hertogenbosch wel door naar Deurne.
- Tussen Vlissingen en Roosendaal gaan tijdens de spits in de spitsrichting twee extra Intercity's rijden. Deze Intercity's stoppen onderweg alleen in Middelburg, Goes en Bergen op Zoom. In Roosendaal worden deze treinen gecombineerd met de reguliere (stop-)Intercity uit Vlissingen en rijden vervolgens door richting Amsterdam Centraal.
- Tussen Eindhoven en Heerlen/Maastricht zal het weer mogelijk worden om elk kwartier te reizen, waarbij twee keer per uur rechtstreeks met de Intercity en twee keer per uur met overstap in Sittard op de stoptreinen van Arriva.

## Wijzigingen Noord-Nederland
- Tussen Leeuwarden en Meppel gaan op werkdagen twee Sprinters per uur rijden. In de avonduren en in het weekend zal dit één Sprinter per uur zijn.
- Alle Intercity's tussen Leeuwarden – Zwolle en verder zullen alleen nog stoppen op Heerenveen, Steenwijk en Meppel en niet meer op de overige stations.
- De treindiensten op de spoorlijnen Zwolle – Kampen en Zwolle – Almelo – Enschede gaan van de NS over naar Keolis (voorheen Syntus). Op deze spoorlijnen zal met elektrisch materieel in plaats van dieselmaterieel gereden worden.
- Tussen Enschede en Raalte zal een keer per uur een Intercity gaan rijden. Deze stopt alleen op de stations Hengelo, Almelo, en Nijverdal. In augustus 2018 werd de treindienst doorgetrokken naar Zwolle.
- De treindiensten van Keolis en Arriva in Overijssel en Drenthe gaan onder de Blauwnet-formule vallen,[1] waardoor treinreizigers niet meer hoeven in en uit te checken bij het overstappen tussen deze twee maatschappijen.

## Latere wijzigingen/Internationaal
- De stoptreinen Roosendaal – Essen – Antwerpen en verder gaan in het weekend na Antwerpen doorrijden naar Puurs en niet meer naar Lokeren. Door de week verschuiven de vertrektijden met een half uur.
- Op 8 januari 2018 stopten de eerste treinen op het verplaatste station Roodeschool.
- Tussen 8 januari en 8 april rijden de Intercitytreinen Amsterdam Centraal - Brussel Zuid niet tussen Amsterdam Centraal en Den Haag HS. Dit heeft te maken met testritten van het materieel via de Hogesnelheidslijn.

Bedoeling is dat later, vanaf 9 april 2018, de treinen Amsterdam - Brussel via de Hogesnelheidslijn gaan rijden en daarbij niet meer stoppen in Den Haag HS, Dordrecht en Roosendaal. Zij zullen wel stoppen in Breda en Noorderkempen. Vier treinen per dag rijden niet rechtstreeks tussen Schiphol Airport en Rotterdam Centraal via de HSL maar via het reguliere spoor en stoppen dan extra in Den Haag HS.
- Per 14 januari 2018 is Keolis Deutschland gestart met de treindienst Hengelo – Bad Bentheim – Bielefeld Hbf. De treinen waren voor die tijd nog niet toegelaten tot het Nederlandse spoor.[3] Op dezelfde dag werd de treindienst geschrapt door vele storingen. Uiteindelijk kon op 26 februari de normale dienstregeling weer worden opgepakt.
- Vanaf 4 april gaat de Eurostar treinen rijden vanuit Amsterdam Centraal naar Londen St Pancras. Richting Amsterdam is geen overstap noodzakelijk, richting Londen blijft de overstap in Brussel-Zuid aanwezig i.v.m. de paspoortcontroles.
- Vanaf 28 maart 2018 rijden een paar treinen per dag van Groningen naar Roodeschool door naar het nieuwe station Eemshaven. De door Arriva aankondigde dagelijkse halfuurdienst tot ongeveer 20.00 uur wordt in deze dienstregeling nog niet geëffectueerd (gepland in 2020).

1970 
· 2007-2009
(2008 
· 2009)
· 2010 
· 2011 
· 2012
· 2013
· 2014
· 2015
· 2016
· 2017
· 2018
· 2019
· 2020
· 2021
· 2022